# 황건우
황건우(1999년 7월 19일 ~ )는 대한민국의 뮤지컬 배우다. 2024년 연극 '옥천여관'으로 데뷔했다.

## 방송
- TV조선 대학가요제 (2024) - 장려상

## 공연
- 옥천여관 (2024)
- 뱀프 X 헌터 (2024)
- 대학가요제 TOP5 전국투어 콘서트 (2025)